# Universidad O&M
La Universidad Dominicana O&M (Organización & Métodos) es un centro privado de educación superior de la República Dominicana. Fue fundada el 12 de enero de 1966 (59 años) por un selecto grupo de profesores y docentes encabezados por el Dr. José Rafael Abinader.

## Desarrollo
Se encuentra localizada en la ciudad de Santo Domingo, capital de la República Dominicana. Y tiene extensiones en cinco ciudades, Santiago de los Caballeros, Moca, La Romana, Puerto Plata y San José de Ocoa.  Su población estudiantil actualmente ronda por los 40 mil estudiantes y lo que la convierte en la segunda mayor de las universidades privada del país, después de la Universidad Tecnológica de Santiago, UTESA.
La O&M es una Institución de Educación Superior totalmente privada, se financia con recursos propios y cuenta con el auspicio de la Fundación Universitaria O&M. 
Muchos de sus estudiantes cursan su preparación gracias al auspicio de becas que la Institución confiere a sus más destacados alumnos, o mediante financiamiento otorgado por la Fundación de Crédito Educativo (FUNDAPEC).

## Historia de la universidad
La Universidad Dominicana O&M, surgió en una etapa de incertidumbre y dificultades en la República Dominicana. Inició sus actividades docentes impartiendo cursos de corta duración y carreras a nivel técnico en las áreas de Contabilidad, Administración, Economía, Mercadotecnia, Ventas, y Computación. Su matrícula inicial fue mínima, apenas 18 estudiantes se matricularon en su primera carrera técnica, pero la excelencia académica mostrada desde sus principios provocó un rápido crecimiento, el cual no se ha detenido hasta la actualidad.
Hoy, después de 40 años, la Universidad Dominicana O&M es parte fundamental de la educación universitaria dominicana, y es el alma mater de más de 40 mil egresados en diferentes ramas del saber. 
La acogida favorable que ha tenido la O&M es un reflejo de la calidad en la enseñanza y de la seriedad y responsabilidad que ha mostrado en el transcurso de su existencia. 

### Misión
Como ente integral de la sociedad dominicana La O&M tiene como misión esencial la de ser una Universidad que llega con Excelencia Académica a todas las clases sociales, promoviendo el aprendizaje y la investigación científica, despertando el espíritu crítico de los jóvenes que acuden a sus aulas, y dotándoles de las herramientas básicas que les permitan superarse y ser útiles a la sociedad dominicana en el papel que les toque desempeñar.

### Políticas y objetivos generales
- Procurar que el proceso de enseñanza - aprendizaje se ejecute dentro del marco de excelencia académica, dotando a los actores del proceso educativo de las condiciones necesarias para tales fines, de manera que contribuyan con sus conocimientos y educación al desarrollo del país.

- Ser una institución de vanguardia en cuanto a la investigación científica y tecnológica, aportando soluciones a los diversos problemas que afectan a la República en su conjunto.

- Promover y ampliar las actividades deportivas, artísticas y culturales integrándolas con la comunidad para que esta última comprenda y resuelva sus problemas, reafirmando y promoviendo los tradicionales valores de la familia y la convivencia cristiana, como parte primordial de la fraternidad entre los ciudadanos.

- Constituirse en ejemplo permanente de organización, en cuanto a la gerencia institucional eficiente, obteniendo los logros que permitan demostrar los beneficios del trabajo serio y responsable, apegados a los principios de honestidad, lealtad, y eficiencia.

Hoy día, es la universidad privada de mayor población estudiantil.

### Graduaciones
- Desde sus inicios hasta el año 2017 ha contado con 81 graduaciones.

### Himno
Letra: Prof. Ramón Eladio Restituyo Camacho
I
Salve O&M tenaz,
En tus aulas el espíritu has forjado
Con maestros que quieren nutrir,
La esperanza del hijo llegado
Y un mañana mejor definir.
II
Eres norte que marca el camino,
Del que busca la gran enseñanza,
Y en tu seno acoges el hijo
Donde llena de fulgor la esperanza.
III
O&M de lema encumbrado,
De saber, pensar, trabajar,
Hacen tuyo, glorioso, inspirado
La presea del hombre inmortal.
IV
Hoy mi alma de júbilo renace,
Porque puedo a mi hermano ayudar,
A mi vida que noble acogiste,
Cual baluarte en pro de la paz.
Adelante O&M, siempre firme más y más.